# ناراتوو
ناراتوو (انگلیسی: Naratovo) یک شهرک در شهرستان کالتاسینسکی استان باشقیرستان کشور روسیه است.